# Kauza Bulovka
Kauza Bulovka je případ manipulace veřejných zakázek ve Fakultní nemocnic Bulovka, který odstartoval v červnu 2018 policejním zásahem Národní centrály proti organizovanému zločinu (NCOZ) ve dvou pražských nemocnicích a v několika sociálních zařízeních v Praze a ve Středočeském kraji.
 Původně v kauze bylo obviněno jedenáct lidí a dvě firmy. V roce 2019 byla kauza rozšířena o druhou větev, v niž figuruje také bývalý náměstek.

## Prvně větev kauzy
První větev kauzy se týká zakázek na úklid a na vjezdový systém. Obžaloba viní dva bývalé ředitele nemocnice a  spolu s ekonomickou náměstkyni, že připravovali zakázky „na klíč“ předem určeným firmám. 
Obžalovanými v této větvi kauzy jsou:
- Andrea Vrbovská – bývalá ředitelka nemocnice, přijala dohodu o vině a trestu, souhlasila s tříletou podmínku s pětiletou zkušební dobou, peněžitým trestem šest milionů korun a se sedmiletý zákaz činnosti, musí nahradit část škody[4]
- František Novák – bývalý ředitel nemocnice, přijal dohodu o vině a trestu, souhlasil tříletou podmínku s pětiletou zkušební dobou, s peněžitými trestem 2,8 milionu korun a zákazem činnosti na 10 let, musí nahradit část škody
- Marie Nushiová – bývalá ekonomická náměstkyně, přijala dohodu o vině a trestu, souhlasila s dvouletým trestem s podmíněným odkladem na 4 roky, peněžitým trestem 200 000 korun a čtyřletým zákazem činnosti, musí nahradit část škody
- Tomáš Horáček – podnikatel a lobbista, rozhodl se spolupracovat s policií a přijal dohodu o vině a trestu, kterou schválil Obvodní soud pro Prahu 5, Horáček souhlasil s půlročním trestem odnětí svobody, sedmiletý zákaz působení v obchodních společnostech a peněžitou sankci 5 milionů korun, kromě toho musí uhradit škodu zhruba 600 tisíc korun[5][6]
- Igor Weiss – v dubnu 2022 ve věci zakázky na úklid Obvodní soud pro Prahu 1 pravomocně schválil dohodu o vině a trestu, za zjednání výhody při zadání veřejné zakázky a za podplácení byl odsouzen k peněžitému trest 5 milionů Kč a k pětiletému zákazu činnosti[7]
- Oldřich Kozák – v dubnu 2022 v kauze zakázky na úklid Obvodní soud pro Prahu 1 pravomocně schválil dohodu o vině a trestu, za pomoc k podplácení byl odsouzen k peněžitému trest 300 tisíc Kč[7]
- firma MW Dias – v dubnu 2022 v kauze zakázky na úklid Obvodní soud pro Prahu 1 pravomocně schválil dohodu o vině a trestu, firma byla odsouzena k peněžitému trest 20 milionů Kč[7]
- Dalimil Jánský – podnikatel, obchodní ředitel firmy Green center, u figuroval v zakázce za 3 miliony korun, kde byl trestný čin dokonán, uzavřel dohodu o vině a trestu, kterou schválil v listopadu 2023 Obvodní soud pro Prahu 8, přijal tříletý podmíněný trest s odkladem na 5 let a peněžitý trest 450 tisíc Kč[8][9]
- firma Green Center – měla získat záměrně zmanipulovanou zakázku na vjezdový systém, uzavřela dohodu o vině a trestu, kterou schválil v listopadu 2023 Obvodní soud pro Prahu 8, přijala peněžitý trest 6 milionů Kč[8][9]
- firma První chráněná dílna – za ní stál podnikatel Tomáš Horáček, uzavřela dohodu o vině a trestu, kterou schválil v listopadu 2023 Obvodní soud pro Prahu 8 a přijala osmiletý zákazu účastnit se veřejných zakázek[8][9]
- Jitka Ulrychová
- Šárka Kryglová
- Kateřina Koláčková
- Daniel Pálek
- firma TSB

## Druhá větev
Druhá větev vyšetřování se týká zakázky v hodnotě zhruba 120 milionů korun na obnovu lineárních urychlovačů pro radioterapii onkologických onemocnění. Policie obvinila bývalého poslance ODS a náměstka ministra zdravotnictví Marka Šnajdra spolu s bývalou ředitelku nemocnice Andreu Vrbovskou a její náměstkyni Marii Nushiovou.